# Гончар, Андрей Петрович
Андрей Петрович Гонча́р (укр. Андрій Петрович Гончар, р. 1936) — советский и украинский актёр. народный артист УССР (1981).

## Биография
Родился 10 ноября 1936 года в селе Деньги (ныне Золотоношский район, Черкасская область, Украина) в семье колхозников. В 1960 году окончил актерский факультет КГИТИ имени И. К. Карпенко-Карого, мастерская Ивана Чабаненка, педагог Л. А. Олейник.
В 1960—1961 — артист Черниговского областного театра имени Т. Г. Шевченко,
1961—1962 — Крымского РДТ имени М. Горького, 1962—1964 — Камчатского областного драматического театра, 1964—1965 — Черкасского областного драматического театра, 1965—1970 — Одесского русского драматического театра имени А. Иванова, 1970—1973 — первого драматического театра ГСВГ
С 1973 года — артист, с 1991 года — художественный руководитель Одесского РДТ имени А. Иванова.
Член Союза театральных деятелей Украины с 1968 года.
С 2009 года — актер Одесского ТЮЗа.
Дочь Наталья — актриса Национального академического драматического театра им. И.Франко; сын Денис окончил Одесский национальный университет имени И. И. Мечникова.

## Роли в театре
- «Се ля ви, мой дорогой» Ж.-Ж. Брикера и М. Ласега — Альбер
- «Бег» М. А. Булгакова — Григорий Лукьянович Чарнота
- «Кошка на раскаленной крыше» Т. Уильямса — Папа
- «Конкурс» А. М. Галина — Борис
- «Перед заходом солнца» Г. Гауптмана — Клаузен
- «Квартет» Р. Харвуда — Реджи
- «Трактирщица» К. Гольдони — Рипафрата
- «Зыковы» М. Горького — Зыков
- «Третья патетическая» Н. Ф. Погодина — Дятлов
- «Бесталанная» И. К. Карпенко-Карого — Игнат
- «Богдан Хмельницкий» А. Е. Корнейчука — Богдан Хмельницкий
- «Антихрист» Д. С. Мережковского — Пётр I
- «Урок женам» Мольера — Оронот
- «Гроза» А. Н. Островского — Борис
- «Мудрец» по А. Н. Островскому — Нил Федосеевич Мамаев
- «Пока она умирала» Н. М. Птушкиной — Игорь
- «Последняя остановка» Э. М. Ремарка — Росс
- «Седьмой подвиг Геракла» М. М. Рощина — Геракл
- «Человек выше своей судьбы» А. Д. Салынского — Николай I
- «Стряпуха» А. В. Софронова — Казанец
- «Когда мертвые оживают» Ивана Рачады — Блюхер
- «Люди в серых шинелях» Ивана Рачады — Андрей
- «У голубого Дуная» Ивана Рачады — Гоевой
- «Суд матери» Ивана Рачады — Анатолий Василевский
- «Маршал Жуков» Ивана Рачады
- «Медведь» А. П. Чехова — Григорий Михайлович Смирнов
- «Вишнёвый сад» А. П. Чехова — Леонид Андреевич Гаев
- «Большевики» М. Ф. Шатрова — А. С. Енукидзе
- «Ромео и Джульетта» У. Шекспира — Тибальд
- «Макбет» У. Шекспира — Дункан
- «Цезарь и Клеопатра» Дж. Шоу — Руф

## Фильмография
- Спелые вишни (ДЕФА)
- 1964 — Ключи от неба — Василий Филин
- 1970 — Оборона Севастополя
- 1970 — Хуторок в степи
- 1974 — Голубой патруль
- 1977 — Трудный участок
- 1977—1984 — Огненные дороги
- 1978 — Артём
- 1979 — Выгодный контракт — бандит Богатырёв («Богатырь»)
- 1979 — Приключения Электроника — отец Макара Гусева
- 1980 — Только в мюзик-холле
- 1980 — Депутатский час
- 1981 — Долгий путь в лабиринте
- 1981 — Золотые туфельки — — Кузьма Акимыч Иванченко
- 1982 — Бой на перекрёстке
- 1982 — Свадебный подарок
- 1985 — Подвиг Одессы
- 1985 — Поезд вне расписания
- 1987 — Золотая свадьба
- 1990 — День любви
- 1991 — Господня рыба
- 1995 — Гелли и Нок
- 2002—2004 — Комедийный коктейль
- 2007 — Ликвидация

## Награды и премии
- Государственная премия УССР имени Т. Г. Шевченко (1982) — за спектакль «Возрождение» по книге Л. И. Брежнева в Одесском ОРДТ имени А. В. Иванова
- премия имени Л. Буговой и И. Твердохлеба — за исполнение главной роли в спектакле ТЮЗа «Потап Урлов» как лучшему актеру года в Одессе театрального сезона 2009/2010
- заслуженный артист УССР (1978)
- народный артист УССР (1981)
- медали